# أكزيريس موركروفتي
أكزيريس موركروفتي (الاسم العلمي:Axyris moorcroftiana) هو نوع غير مؤكد من النباتات يتبع جنس الأكزيريس من الفصيلة القطيفية.